# Ruth Stephan
Ruth Johanna Margarete Stephan (* 27. Oktober 1926  in Altona; † 7. August 1975 in Berlin-Spandau) war eine deutsche Schauspielerin und Kabarettistin.

## Leben und Werk
Die Tochter des Kaufmanns Kurt Stephan und seiner Frau Kriemhilde arbeitete zunächst als Bankkauffrau. Nach einer Schauspielausbildung bei Heinz Hohenstein spielte Ruth Stephan an verschiedenen Theater- und Kleinkunstbühnen Berlins. Sie trat neben Brigitte Mira, Gisela Trowe und Walter Gross in Revuen des Kabaretts Greiffi auf und gehörte 1951 neben Wolfgang Neuss und Ursula Herking zum Gründungsensemble des Kabaretts Die Haferstengels. Daneben erhielt sie Theaterengagements in Hamburg (unter Boy Gobert) und an den Staatlichen Bühnen Berlins. Sie machte sich dabei auch einen Namen als Interpretin von Chansons.
1951 gab Stephan ihr Spielfilmdebüt in der Produktion Die Frauen des Herrn S. Sie spielte neben Heinz Rühmann (Keine Angst vor großen Tieren, Charleys Tante, Max, der Taschendieb), Grethe Weiser (Die Kaiserin von China) und Heinz Erhardt (Natürlich die Autofahrer, Was ist denn bloß mit Willi los?, Das kann doch unsren Willi nicht erschüttern, Unser Willi ist der Beste und Ach Egon!). Populär wurde sie auch in ihrer Rolle als Studienrätin Fräulein Dr. Pollhagen, beziehungsweise nach ihrer Hochzeit mit Dr. Knörz als Studienrätin Frau Dr. Knörz, die sie in der Kinoserie Die Lümmel von der ersten Bank (mit dem Kinderstar Hansi Kraus) spielte. Anfang der 1970er Jahre wandte sich Ruth Stephan wieder stärker dem Theater zu.
Ruth Stephan war ab dem 6. Mai 1949 mit dem Schauspieler Balduin Baas verheiratet. Die Eheschließung fand in Hamburg-Blankenese statt. Die Ehe wurde geschieden. Später war Stephan mit dem Schauspieler Wolfgang Wahl liiert, aber nicht verheiratet. 1974 musste sie sich einer Brustoperation unterziehen. Stephan starb am 7. August 1975 in ihrer Wohnung in der Uferpromenade 27 in Berlin-Spandau im Alter von 48 Jahren. Ihr Grab befand sich auf dem Waldfriedhof Zehlendorf in Berlin.

## Gedenken
In Würdigung ihrer künstlerischen Tätigkeit an Berliner Bühnen wurde am 19. Februar 1997 in Berlin-Spandau (Ortsteil Haselhorst) eine Straße ihr zu Ehren in Ruth-Stephan-Straße benannt.

## Filmografie
- 1951: Die Frauen des Herrn S.
- 1952: Heimweh nach Dir
- 1952: Ich hab’ mein Herz in Heidelberg verloren
- 1952: Man lebt nur einmal
- 1953: Der Onkel aus Amerika
- 1953: Budenzauber (Fernsehfilm)
- 1953: Selbst ist der Mann (Fernsehfilm)
- 1953: Keine Angst vor großen Tieren
- 1953: Damenwahl
- 1953: Die Kaiserin von China
- 1953: Schlagerparade
- 1953: Die Privatsekretärin
- 1954: Raub der Sabinerinnen
- 1954: Von der Hasenpfote zum Finckenpfeffer (TV)
- 1954: Fräulein vom Amt
- 1954: Clivia
- 1954: Keine Angst vor Schwiegermüttern
- 1954: An jedem Finger zehn
- 1955: Die spanische Fliege
- 1955: Ich weiß, wofür ich lebe
- 1955: Wie werde ich Filmstar?
- 1955: Ein Herz voll Musik
- 1955: Drei Tage Mittelarrest
- 1955: Liebe, Tanz und 1000 Schlager
- 1955: Musik im Blut
- 1956: Charleys Tante
- 1956: Die wilde Auguste
- 1956: Die gestohlene Hose
- 1956: Ein tolles Hotel
- 1956: Das Liebesleben des schönen Franz
- 1956: Du bist Musik
- 1956: Musikparade
- 1956: Manöverball
- 1956: Hotel Allotria
- 1957: Die liebe Familie
- 1956: August der Halbstarke
- 1957: Die Unschuld vom Lande
- 1957: Zwei Bayern im Urwald
- 1957: Das Glück liegt auf der Straße
- 1957: Das einfache Mädchen
- 1957: Der kühne Schwimmer
- 1957: Die Beine von Dolores
- 1957: Gruß und Kuß vom Tegernsee
- 1958: Und abends in die Scala
- 1958: Der Stern von Santa Clara
- 1958: Wehe, wenn sie losgelassen
- 1958: Ein Lied geht um die Welt
- 1959: Hier bin ich – hier bleib ich
- 1959: Schlag auf Schlag
- 1959: Peter schießt den Vogel ab
- 1959: La Paloma
- 1959: Natürlich die Autofahrer
- 1961: Kauf Dir einen bunten Luftballon
- 1961: Ach Egon!
- 1961: Bei Pichler stimmt die Kasse nicht
- 1961: Blond muß man sein auf Capri
- 1961: Ein Stern fällt vom Himmel
- 1961: Isola Bella
- 1961: Ramona
- 1962: Max, der Taschendieb
- 1962: Die türkischen Gurken
- 1962: Der verkaufte Großvater
- 1962: Der Vogelhändler
- 1962: Wilde Wasser
- 1963: Unsere tollen Nichten
- 1963: Berlin-Melodie – Vom Zille-Ball zum Jazzlokal (Fernsehfilm)
- 1963: Frühstück im Doppelbett
- 1963: Eine leichte Person (Fernsehfilm)
- 1963: Hochzeit am Neusiedler See
- 1964: Unsere tollen Tanten in der Südsee
- 1964: Jetzt dreht die Welt sich nur um dich
- 1964: Unartige Lieder (Fernsehfilm)
- 1966: Komm mit zur blauen Adria
- 1966: Das sündige Dorf
- 1966: Das Spukschloß im Salzkammergut
- 1967: Rheinsberg
- 1968: Zur Hölle mit den Paukern
- 1968: Der Saisongockl (Fernsehfilm)
- 1968: Familie Musici (Fernsehfilm)
- 1969: Pepe, der Paukerschreck
- 1968: Der Saisongockel (Fernsehfilm)
- 1969: Wie ein Wunder kam die Liebe (Fernsehfilm)
- 1969: Helgalein
- 1969: Klein Erna auf dem Jungfernstieg
- 1969: Hurra, die Schule brennt!
- 1970: Wir hau’n die Pauker in die Pfanne
- 1970: Was ist denn bloß mit Willi los?
- 1970: Alle Hunde lieben Theobald (Fernsehserie, 1 Folge)
- 1970: Das kann doch unsren Willi nicht erschüttern
- 1970: Hurra, wir sind mal wieder Junggesellen!
- 1971: Ich träume von Millionen (Fernsehfilm)
- 1971: Unser Willi ist der Beste
- 1971: Die Kompanie der Knallköppe
- 1972: Kinderarzt Dr. Fröhlich
- 1974: Preussenkorso Nr. 17 (Fernsehfilm)
- 1974: Elfmeter! Elfmeter! (Fernsehfilm)
- 1976: Preussenkorso 45–48 (Fernsehfilm)